# SN 2000X
SN 2000X – supernowa odkryta 10 marca 2000 roku w galaktyce A113045-0512. W momencie odkrycia miała maksymalną jasność 20,20m.